# Tiên Thọ
Tiên Thọ là một xã thuộc huyện Tiên Phước, tỉnh Quảng Nam, Việt Nam.
Xã Tiên Thọ có diện tích 25,57 km², dân số năm 2016 là 6801 người, mật độ dân số đạt 263 người/km².
Tiên Thọ là xã cửa ngõ phía Đông của huyện Tiên Phước, nằm dọc theo Quốc lộ 40B từ Tam Kỳ đi các huyện Phú Ninh, Tiên Phước, Bắc Trà My và Nam Trà My, cách thành phố Tam Kỳ 18 km về phía Tây, cách trung tâm huyện Tiên Phước (thị trấn Tiên Kỳ) 7 km về hướng Đông. Phía Đông giáp xã Tam Dân, Nam giáp xã Tam Lãnh (Phú Ninh) và xã Tiên Lập, Tây giáp xã Tiên Lộc và thị trấn Tiên Kỳ, Bắc giáp xã Tiên Phong. Diện tích tự nhiên: 2580 ha, trong đó đất nông nghiệp 840 ha, đất lâm nghiệp 1640 ha. Địa hình xã Tiên Thọ gồm núi và gò đồi xen lẫn nhau, ruộng đồng phân tán, nhỏ hẹp, phần lớn ven theo chân núi; có các đỉnh núi cao như Núi Sấu thôn 4, Núi Giàng thôn 9, Bàn Rộng thôn 10, Gò Gieo thôn 11…
Hiên nay Tiên thọ gồm 8 thôn được đánh số thứ tự từ Thôn 01 đến Thôn 08